# Neolitička umjetnost
Neolitička umjetnost je likovna umjetnost mlađeg kamenog doba, neolitika (grč. neos - nov, lithos - kamen), prapovijesnog razdoblja od oko 8000. pr. Kr. do 2000. pr. Kr. koje je imalo bogatu likovnu produkciju.
| portal: likovna umjetnost | portal: likovna umjetnost |

## Pojava i razvoj
Prijelaz iz paleolitika u neolit trajao je više tisuća godina, a počeo je na Bliskom Istoku oko 8000. U neolitiku se uz lovca i stočara (pripitomljavanje životinja) pojavljuje i zemljoradnik kao glavno zanimanje. To je vrijeme oslobađanja čovjeka ovisnosti o prirodi (lovac slijedi životinje, a stočar ih uzgaja uza se; nomad skuplja plodove tamo gdje rastu, a zemljoradnik primorava prirodu da rodi tamo gdje se nastanio). Kamen je još uvijek glavni materijal od kojega se izrađuje alat i oružje, ali s više pažnje – uglačana perfekcija oblika koji je u skladu s funkcijom. Zbog toga ovo razdoblje često nazivaju mlađim kamenim dobom, no zbog važnosti zemlje u zemljoradnji gradnji i lončarstvu, primjereniji je naziv – zemljano doba. U ovom razdoblju po prvi puta javlja se lončarstvo, predenje i tkanje, te građenje.

## Neolitičko graditeljstvo
Umjesto uporabe prirodnih zaklona (špilja) ljudi grade nastambe, gradi se prema uvjetima tla: zemunice, sojenice, kolibe od pruća ili brvnara, bunja (kažun) od kamena. Dakle materijali su: drvo, kamen, šiblje, trstika i zemlja. Ovisno o materijalu nastambe su okruglog i četvrtastog tlocrta. Zbog prelaska iz nomadskog života lovaca, zemljoradnici osnivaju trajne zajednice okupljene u prvobitnim neolitskim naseljima, selima. Ta sela su nagomilane kuće bez pravilnih odnosa među njima. Najznačajniji lokaliteti su:
| - Çatal Höyük (Turska) - Jerihon (Palestina) | - Hacilar (Turska) - Biblos (Libanon) |

Naselje Caral (Peru, oko 9210. pr. Kr.-1800. pr. Kr.), najstarije pretkolumbovsko naselje južnoameričkih kultura, koja je razvila i najstariju američku civilizaciju oko 3000. pr. Kr. do 1800.pr. Kr. Od 2600. – 2000. pr. Kr. u njemu je živjelo oko 3.000 stanovnika, a izostanak bilo kakvih nalaza oružja i osakaćenih tijela dovodi do zaključka kako se radilo o miroljubivoj kulturi utemeljenoj na trgovini i zabavi.
Obrada zlata se pojavila u cijelom području Anda oko 2000. pr. Kr., a obrada bakra tek oko 1400. pr. Kr., ali se nije brzo širila ovim područjem jer je nedostajala potražnja bogate elite, sve do eneolitičkih kultura kao što su Chavín, Mochica, Chimú i naposljetku Inke u Peruu.
Kako se metalurgija javila u zapadnom Meksiku tek u 6. stoljeću, gotovo sva pretkolumbovska umjetnost naroda (Olmeci, Zapotec, Maye, Tolteci i dr.) u Srednjoj i Sjevernoj Americi do tada je bila umjetnost kamenog doba. Odlikuju se velikim pravilnim kamenim gradovima s piramidalnim hramovima u središnjoj gradskoj osi, zoomorfnim i antropomorfnim vjerskim skulpturama, ali i slikarstvom s istančanim osjećajem za boje u službi arhitekture. Najznačajniji lokaliteti su:
| - Calakmul (Meksiko) - Tikal (Gvatemala) - Teotihuacán (Meksiko) - El Tajín (Meksiko) - Mesa Verde (SAD) | - Palenque (Meksiko) - Copán (Honduras) - Quiriguá (Gvatemala) - Tiahuanaco (Bolivija) - Cahokia Mounds (SAD) |

Društvene promjene pratile su i promjene u ljudskom duhu. Monističko shvaćanje koje je obilježavalo paleolitsko razdoblje zamjenjuje dualističko, koje vjeruje u svijet duhova, paralelan običnom svijetu. Priroda se doživljava kao skup moćnih sila, duša. Otuda naziv za vjerovanje neolita – animizam (lat. anima = duša).
Čovjek nakon smrti ne nestaje; on mijenja način postojanja. Tako nastaje kult mrtvih, koji nalaže da tijela budu pažljivo pokopana.

### Megalitska umjetnost
Kult mrtvih pokrenuo je izgradnju kultnih objekata. Megalitskom civilizacijom nazivamo ona područja u Europi gdje su ljudi gradili ogromna grobna ili sveta mjesta od netesanog uspravnog kamena – menhira (keltski za „dugi kamen”), koja se smatra pretečom spomenika. Najveće nalazište megalitskog kamenja imamo u Carnacu u Bretanji, Francuska. Ova vrsta spomenika je posrednik između čovjeka i svijeta. Odvajajući ga od prirode i dajući mu određenu formu, čovjek mu daje novi smisao, čini ga simbolom. Često su antropomorfni, na Sardiniji to su ženski likovi s oblim grudima a na Korzici ratnici s rogatim šljemovima. Postupno menhiri poprimaju geometriziranu shemu. 
Ostali znameniti megalitski spomenici su Nabta (Egipat, oko 6000. pr. Kr.), Évora (Portugal, oko 5000. pr. Kr.), Bernanez i Bougon (Francuska), megalitski malteški hramovi Ġgantija i Mnajdra (Malta, oko 3600. pr. Kr.), Brú na Bóinne (Irska, oko 3400. pr. Kr.), Neolitski Orkney (Škotska, oko 3000. pr. Kr.), te Stonehenge i Avebury u Engleskoj (oko 2800. pr. Kr.).
Tijekom brončanog doba ovi spomenici su se proširili današnjima Španjolskom, Belgijom, Danskom, Italijom, Njemačkom (Goseck) i dr. zahvaljujući širenju tzv. Kulture žarnih polja i Kulture pokala do oko 1200. pr. Kr. kada su se prestali graditi.
Upravo u to vrijeme započinje gradnja megalitskih spomenika u Aziji koji se javljaju nevezano za europske spomenike. Najveća koncentracija je na Korejskom poluotoku, ali se mogu naći i u sjevernim pokrajinama Kine, otoku Kjušu u Japanu, južnom Vijetnamu i pojedinim lokacijama u Indiji. Živa megalitska tradicija se može naći na otocima Sumba i Nias u Indoneziji, pa istočno sve do Nan Madola u Mikroneziji.
Megalitskoj kulturi u Europi je slična kultura geoglifa u Amerikama. Najpoznatija djela su slavne Nazca linije u Peruu, nastale između 500. pr. Kr. i 650. godine, a za koje se vjeruje kako su imale obrednu astronomsku ulogu.

## Plastična umjetnost
Lončarstvo se javlja iz potrebe za posudom za tekućinu i očuvanje hrane. Prve posude su jednostavni i nepravilni glineni vrčevi koji se najprije javljaju na Dalekom istoku (Kina i Japan) prije 19.000 pr. Kr. Neovisno se razvilo i u subsaharskom području Afrike (Mali) i Južnoj Americi prije 9.000 pr. Kr. Lončarstvo u obliku jendostavne grnčarije je polako s istoka pristizalo, te je od oko 4000. pr. Kr. bilo poznato u gotovo cijeloj Europi. Danas nam oblici pronađenih lončarskih proizvoda na arheološkom lokalitetu govore o kojoj je prapovijesnoj europskoj arheološkoj kulturi riječ, a neke neolitičke su ime dobile upravo po svojoj origanalnoj keramici:
| - Impresso-keramika (6500. – 4600. pr. Kr.) - Kultura linearnotrakaste keramike (5500. – 4000. pr. Kr.) - kultura ljevkastih vrčeva (4300. – 2800. pr. Kr.) | - Kultura okruglastih amfora (3400. – 2800. pr. Kr.) - Kultura vrpčaste keramike (2900.-oko 2350. pr. Kr.) - Kultura zvonolikih vrčeva (2800. – 1800. pr. Kr.) |

Za kult mrtvih vezani su brojni grobni prilozi, između ostalog i skulpture. Najpoznatiji primjer su Jerihonske lubanje (7000. pr. Kr.) pronađene u Jerihonu. Pokojnici su pokapani ispod kuća, kosturi su pronađeni u zgrčenom položaju, a lubanje su bile uklonjene i posebno tretirane (školjke u očnim dupljama) kao kultni predmeti. Vjeruje se kako je riječ o rekonstrukciji pokojnikovog lica, glinom preko njegove lubanje, u duhu štovanja predaka. Vjerojatno najraniji oblik portreta.
U Neolitiku likovna umjetnost doživljava promjenu - napušta se osjetilna neposrednost i realizam paleolitika i razvija se konceptualna umjetnost simbola. 
Od realistične slike pojednostavljivanjem dolazi se do sve više geometrijskih oblika koji dobivaju značenje simbola ili znaka: ženski idoli (kult plodnosti). Shematizam i pojednostavljivanje odražava opću ljudsku sklonost za isticanjem bitnog. Najbolji primjeri su obredne maske koje su plastični prikazi ljudske ili životinjske glave. Stavljanjem maske poistovjećuje se s prikazanim likom, a lik je deformiran jer izražava osjećaj ljudi vezan za taj lik, a to je obično strah. Zajedničke osobine ovih umjetnina jesu apstraktna pojednostavljenost, geometričnost, bez detalja, a kad ima ornamentike ona je jednostavna i geometrijska.

## Neolitičko slikarstvo
U neolitiku se javlja i prva pojava apstraktne umjetnosti u obliku ornamenta (oblici koji ne nalikuju ničemu u prirodi, npr. urezi na vrčevima) što je izraz pobjede čovjeka nad ovisnosti od prirode. Takve su i kompleksne ugravirane spirale na unutarnjim zidovima dolmena Kercado u Carnacu ili na ulazu tumula Newgrange (Brú na Bóinne). Najveći broj geometrijskih petroglifa simboličkog značenja iz ovog razdoblja posjeduju crteži doline Val Camonica. Uz njih se javljaju prvi vjerski prizori, figure ljudi postaju obvezne i javljaju se prikazi svakodnevice, što predstavlja vrhunac umjetnosti plemena Cammunija.

## Poveznice
- Pleme
- Prvobitna zajednica
- Ledeno doba
- Neolitička umjetnost u Hrvatskoj

## Vanjske poveznice
- Neolithic Stone Tools and Artifacts — World Museum of Man  Arhivirana inačica izvorne stranice od 30. travnja 2008. (Wayback Machine)
- Brutal lives of Stone Age Britons
- Vincha Neolithic Script
- EuroPreArt database of European Prehistoric Art
- Lepenski Vir  Arhivirana inačica izvorne stranice od 23. siječnja 2020. (Wayback Machine)
- Göbekli Tepe, in German  Arhivirana inačica izvorne stranice od 4. lipnja 2011. (Wayback Machine)
- Nevali Cori  Arhivirana inačica izvorne stranice od 11. ožujka 2014. (Wayback Machine)
- Prehistoric Art Expressions from India
- http://witcombe.sbc.edu/ARTHprehistoric.html#general  Arhivirana inačica izvorne stranice od 7. ožujka 2016. (Wayback Machine)